# Caso Vincendon Henry

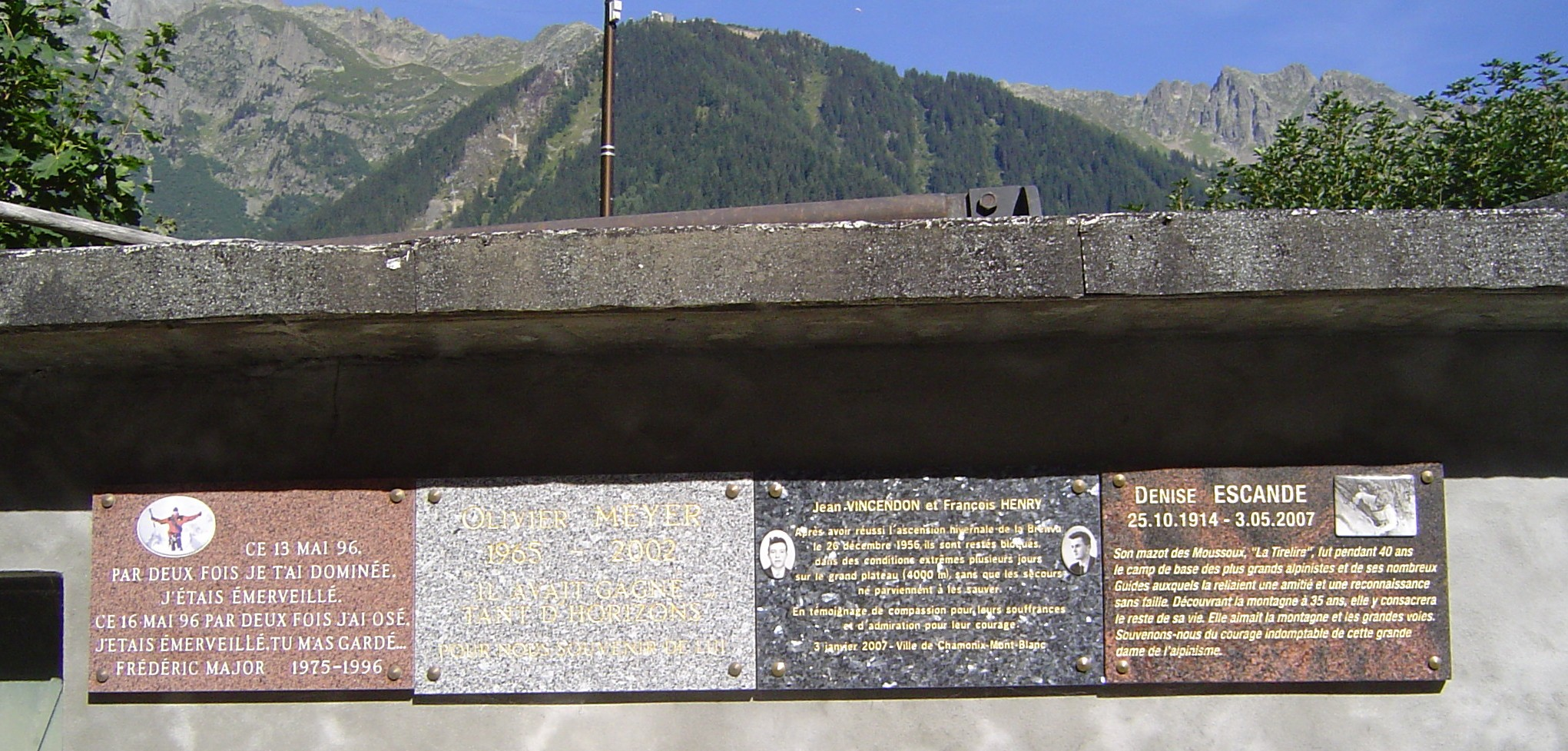
Targa commemorativa

Il caso Vincendon Henry è una tragica vicenda alpinistica che ha coinvolto due giovani scalatori, Jean Vincendon, parigino di 24 anni, e François Henry, 22 anni, di Bruxelles.
I due partono il 22 dicembre 1956 per passare il capodanno sullo Sperone della Brenva del Monte Bianco. Durante l'avvicinamento incontrano Walter Bonatti e Silvano Gheser che invece vogliono tentare l'ascensione invernale della Via della Poire. L'ascensione di entrambe le cordate inizia alle 4 del mattino di Natale, orario ideale per l'itinerario di Vincendon e Henry, ma già troppo tardi per quello che dovrebbero percorrere Bonatti e Gheser. Infatti, dopo qualche ora di sole le condizioni del ghiaccio peggiorano e la cordata di Bonatti è costretta a discendere sulla Brenva e a seguire la cordata di Vincendon. I quattro alpinisti vengono però colti da una violenta tempesta e sono costretti ad un drammatico bivacco di 18 ore a quota 4100 m. Bonatti e Gheser riescono poi a raggiungere il rifugio Gonella dove vengono salvati il 30 dicembre dalle guide alpine Gigi Panei, Sergio Viotto, Cesare Gex e Albino Pennard. Gheser, colpito da gravi congelamenti, avrà alcune dita di entrambi i piedi e di una mano amputate. Vincendon ed Henry che hanno invece optato per raggiungere direttamente Chamonix, dopo cinque giorni di freddo, muoiono a 4000 m. di altezza nell'attesa che le squadre di soccorso, bloccate dal maltempo, li prelevino.
I tentativi di soccorso da parte francese e italiana non mancarono, ma furono vani: raggiunti inizialmente da un elicottero con due piloti e due alpinisti (ma l'elicottero si schianta nelle loro vicinanze lasciando però i componenti incolumi) e da due successive cordate di squadre di soccorso, verranno riparati temporaneamente nella carlinga mentre una squadra ridiscende e l'altra si occupa di portare al sicuro alla Capanna Vallot l'equipaggio dell'elicottero, assai provato. Trascorrono altri due giorni di cattivo tempo senza che Vincendon e Henry possano ricevere altri soccorsi. L'elicottero che preleverà i soccorritori dalla Capanna Vallot non scorgerà segni di vita provenire dalla carlinga dell'aeromobile incidentato, segno che Vincendon e Henry sono nel frattempo morti per il freddo.
I loro corpi saranno poi recuperati solo a marzo del 1957.
La tragedia segnerà l'istituzione del PGHM, il gruppo militare di soccorso alpino francese (Peloton Gendarmerie de Haute Montagne).